# Rónai Sándor (politikus, 1988)
Rónai Sándor (Budapest, 1988. november 22. –) magyar politikus, a Demokratikus Koalíció tagja, 2019 és 2024 között az Európai Parlament képviselője, a Szocialisták és Demokraták Progresszív Szövetsége frakciójában foglalt helyet. 2025. május 19-én az Országgyűlésbe került be a lemondó Gyurcsány Ferenc helyére, mint országgyűlési képviselő.

## Tanulmányai
Az ELTE Társadalomtudományi Karán diplomázott, korábban gépipari-számítástechnikai technikus képesítést szerzett. Angol és német nyelven beszél.

## Pályafutása
A Demokratikus Koalíció alapító tagja és első választókerületi elnöke Dunakeszin. 2014 októberében Pest megye Önkormányzatának képviselőjévé választották. Később, 2018-ban a Demokratikus Koalíció szóvivője lett.  A 2019-es európai parlamenti választáson a Demokratikus Koalíció 16,05%-ot ért el, ezzel 4 képviselőt küldhettek az Európai Parlamentbe, köztük Rónai Sándort is. 
Tagja volt a Környezetvédelmi, Közegészségügyi és Élelmiszer-biztonsági Bizottságnak, a NATO Parlamenti Közgyűlésével fenntartott kapcsolatokért felelős küldöttségnek, póttagja a Költségvetési Ellenőrző, a Belső Piaci és Fogyasztóvédelmi Bizottságnak, valamint az EU-Törökország parlamenti vegyes bizottságba delegált küldöttségnek.

### Fő parlamenti tevékenységek
Több jelentés elkészítésében részt vett árnyékelőadóként. Többek között az EU szerepéről a világ erdőinek védelmében és helyreállításában, az Európai Betegségmegelőzési és Járványvédelmi Központ létrehozásáról szóló 851/2004/EK rendelet módosításáról szóló európai parlamenti és tanácsi rendeletre irányuló javaslatában és az Európai Ügynökségek 2019-es pénzügyi évre vonatkozó mentesítési eljárásában.